# Kopalnia Węgla Kamiennego Bobrek
Kopalnia Węgla Kamiennego Bobrek – kopalnia węgla kamiennego w Bytomiu, działająca pod taką nazwą od 1922 do 2005 roku , następnie stanowiła część kopalni Bobrek-Centrum, od grudnia 2015 roku stanowi ruch Bobrek kopalni Bobrek-Piekary.

## Historia
Początek kopalni wiązał się z podziałem pola górniczego konsorcjum Paulus-Hohenzollern między kopalnię Hohenzollern (późniejsza KWK Szombierki) i kopalnię Gräfin Johanna. 
W 1907 roku rozpoczęto prace przy głębieniu szybów Gräfin Johanna (późniejszy Józef) i Reichsgraf Hans Ulrich (późniejszy Bolesław) zakończone w 1911 roku.
Później zgłębiono szyby wentylacyjne Berve (późniejsza Barbara) i Stephan (późniejszy Stanisław).
Kopalnia Gräfin Johanna, wcześniej stanowiąca część skonsolidowanej kopalni Paulus-Hohenzollern usamodzielniła się w 1922 roku. Przejęła szyby wydobywcze Gräfin Johanna i Reichsgraf Hans Ulrich. Należała do koncernu Schaffgotschów (Graflich Schaffgotschsche Werke G.m.b.H. przemianowanej później na Schaffgotsch Bergwerksgesellschaft m.b. H.).
Na początku okresu międzywojennego kopalnia osiągnęła najwyższy poziom wydobycia węgla na Górnym Śląsku.
Ze względu na zwiększone zapotrzebowanie na węgiel po podziale Górnego Śląska w 1922 roku, rozbudowano sortownię, sieć torowisk, zwiększono liczbę urządzeń załadowczych i wyładowczych. 
W 1936 roku ukończono budowę najnowocześniejszej płuczki w regionie.
Praca dołowa ulegała stopniowej mechanizacji, w 1938 roku wprowadzono przenośnik zgrzebłowy Johanna.
Po 1939 roku połączono kopalnię Gräfin Johanna z ukończoną w 1938 kopalnią Berve, która powstała z przekształcenia szybu wentylacyjnego w wydobywczy dzięki instalacji skipu.
W czasie II wojny światowej wskutek poboru pracowników kopalni do wojska oraz przemieszczania się ludności na wschód Górnego Śląska postanowiono zatrudniać osoby z zagranicy w celu utrzymania wysokiego poziomu wydobycia węgla.
Około 1942/1943 roku struktura narodowościowa pracowników przedstawiała się następująco:
W kwietniu 1938 roku koncern zakończył budowę nowej kopalni Berve w Bobrku, którą po 1939 roku połączono z kopalnią Gräfin Johanna. Przebudowa wiązała się z potrzebą zaopatrywania koksowni w Odertal (późniejsza Koksownia Zdzieszowice) w węgiel koksujący, który był dostępny w pokładzie Pochhammer (510).

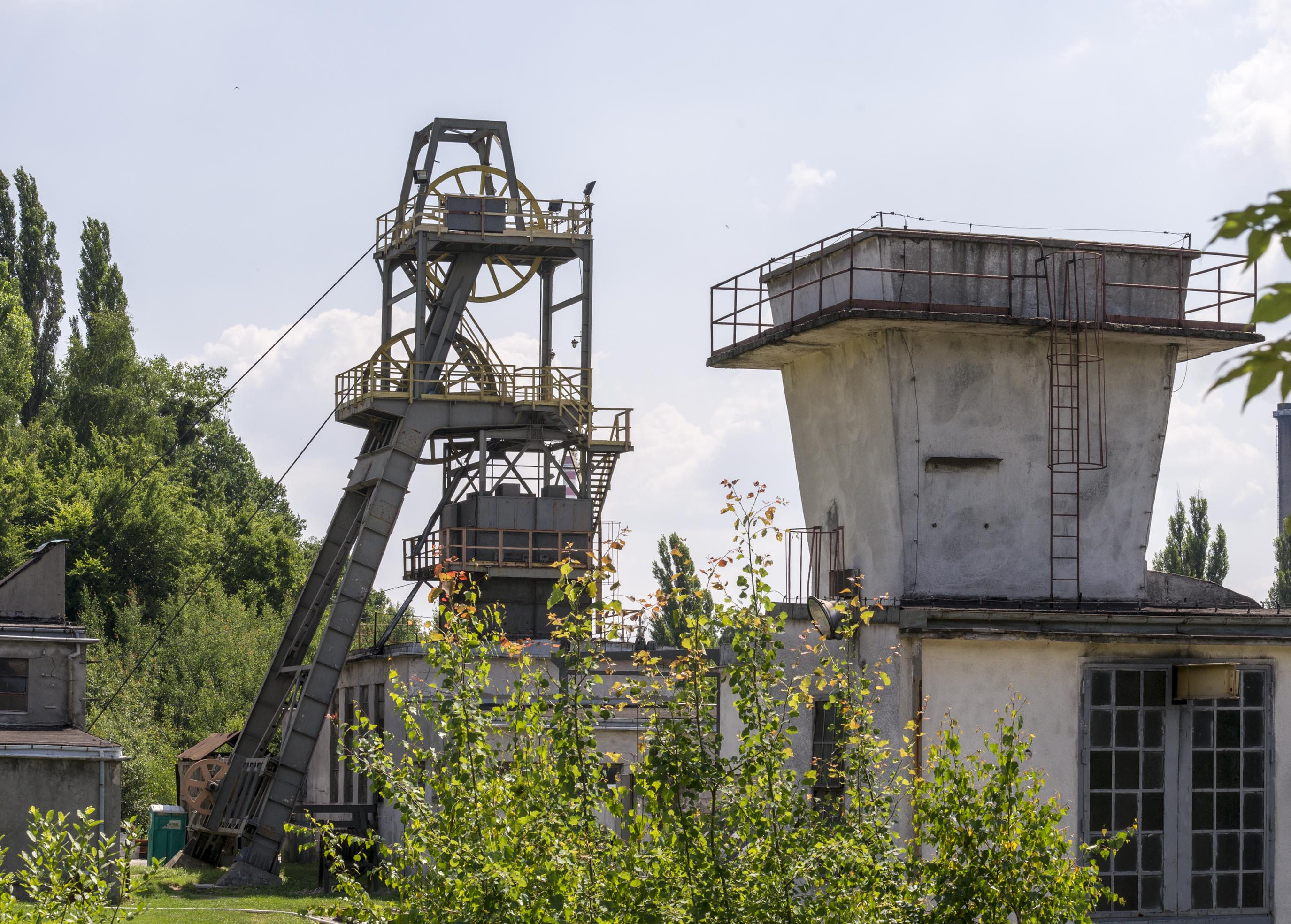
Szyb wentylacyjny Zbigniew i dyfuzor wentylatora (2013)

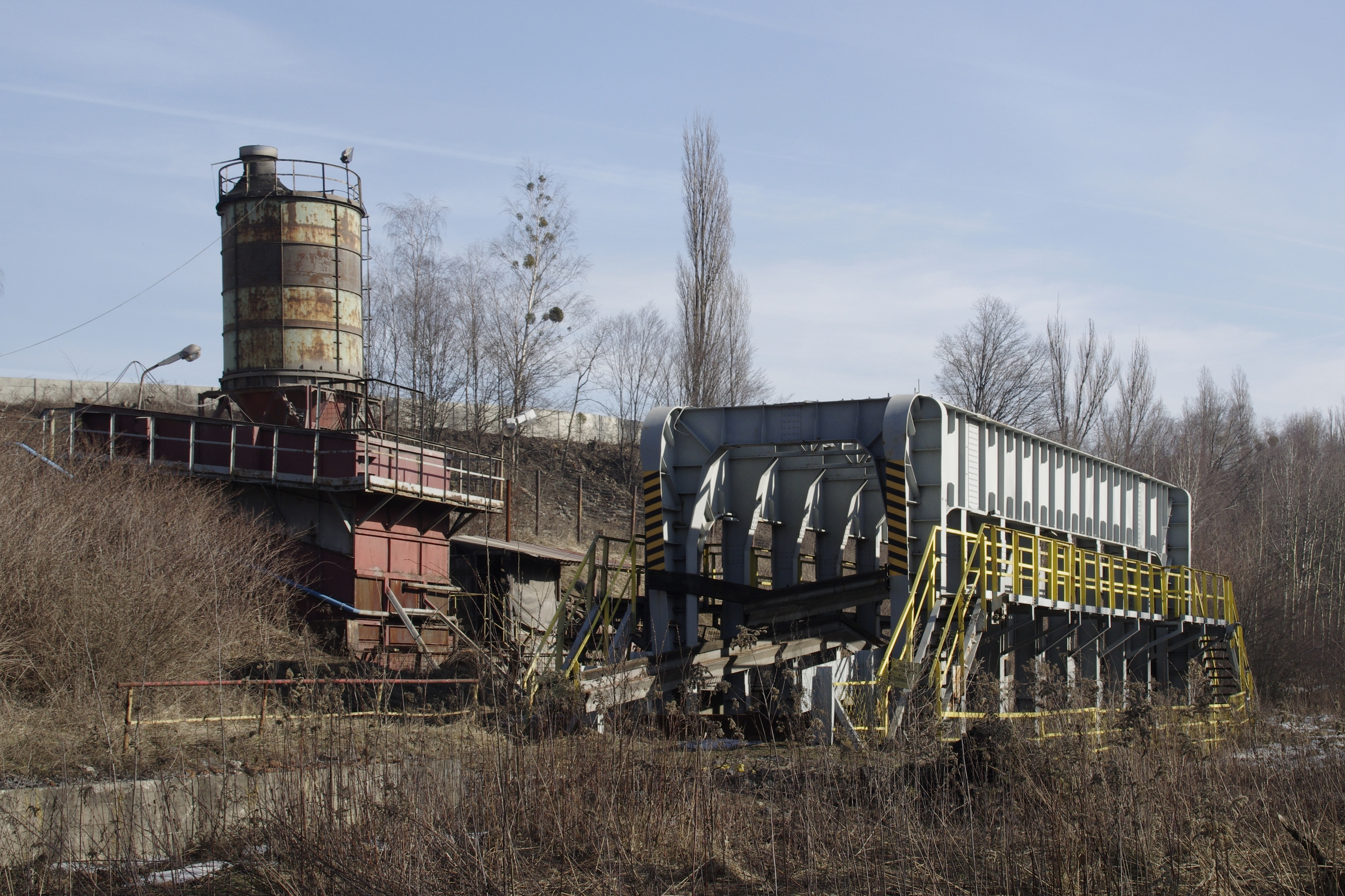
Most podsadzkowy przy szybie Zbigniew (2019)

Po II wojnie światowej kopalnia została znacjonalizowana, a nazwę zmieniono na Bobrek. W latach 1945–1957 kopalnia należała do Rudzkiego Zjednoczenia Przemysłu Węglowego. 
Przy kopalni w latach 40. XX wieku, od sierpnia 1945 roku działał obóz pracy przymusowej. Składał się z 6 baraków .
Od 1 kwietnia 1957 roku kopalnia należała do Bytomskiego Zjednoczenia Przemysłu Węglowego.

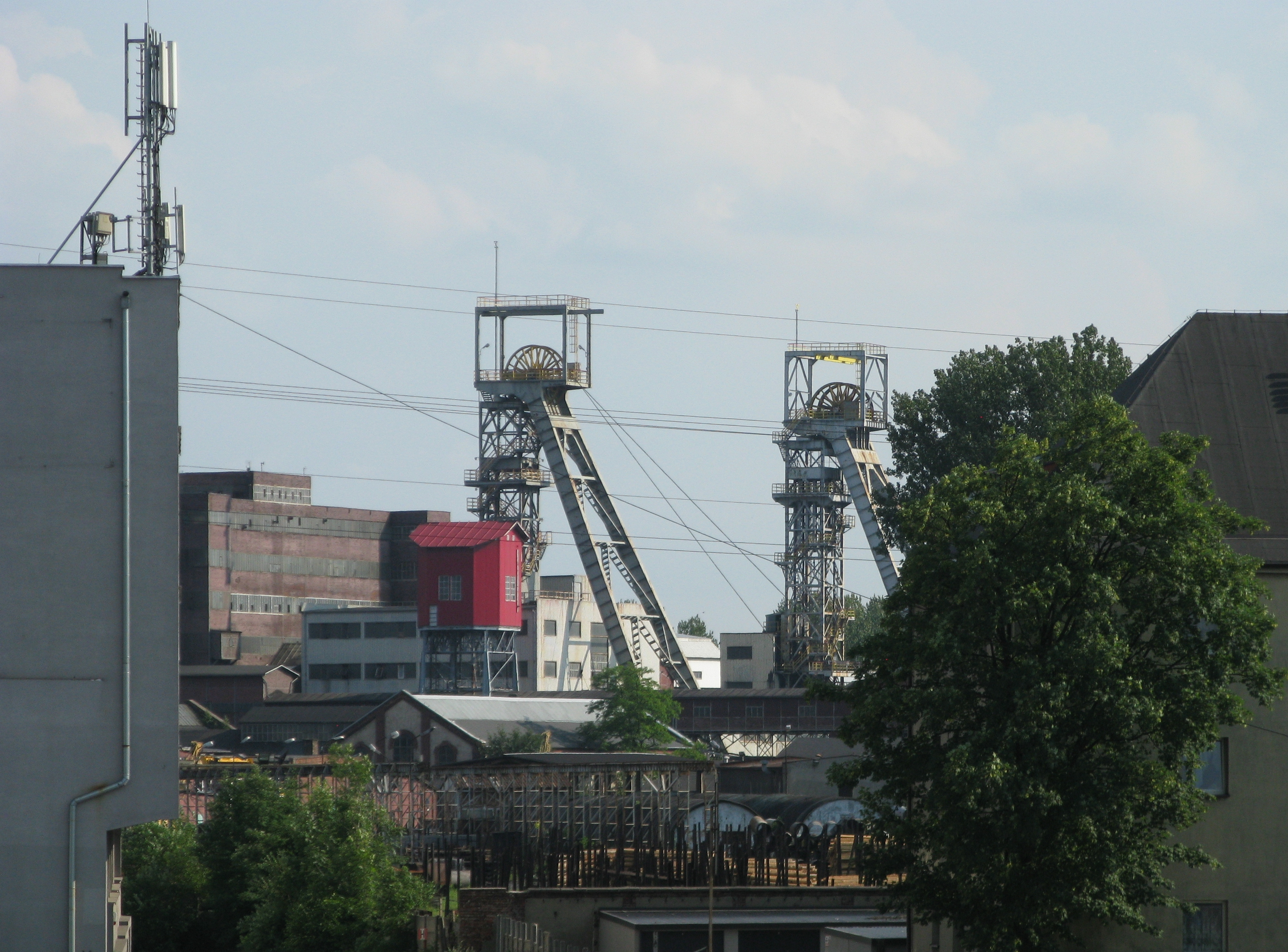
Kopalnia w 2018 roku

W 2005 roku kopalnia Bobrek została połączona z bytomską kopalnią Centrum tworząc kopalnię Bobrek-Centrum . Kopalnia Bobrek-Centrum została połączona z kopalnią Piekary 15 grudnia 2015 roku, utworzono w ten sposób kopalnię Bobrek-Piekary, a dawna kopalnia Bobrek stała się ruchem Bobrek tegoż zakładu .